# Święconka

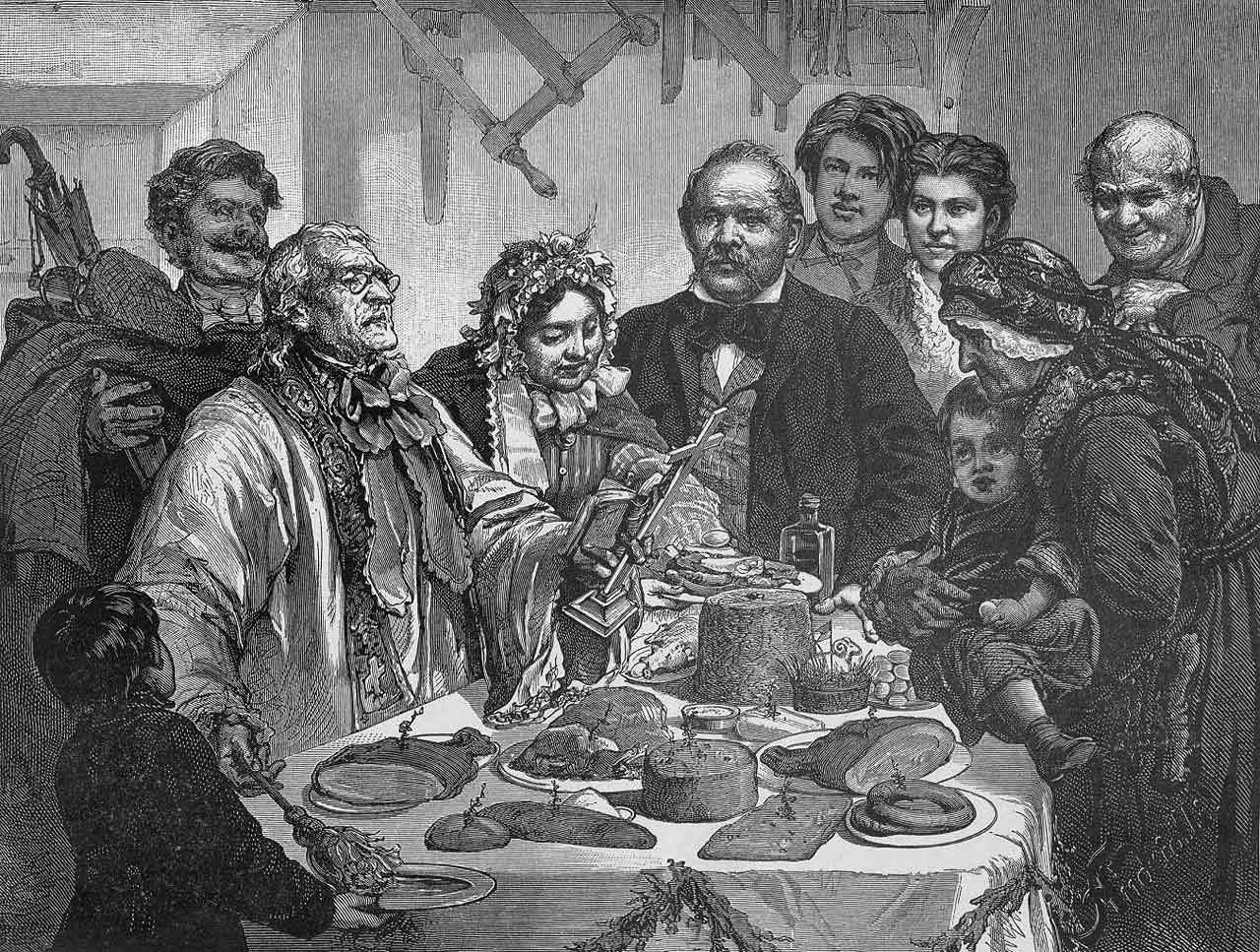
Święcone grabado de madera del, hecho por Michał Elwiro Andriolli

Święconka (en algunas regiones de Polonia también święcone) es una tradición presente en varios países católicos, entre ellos en todo territorio de Polonia, que consiste en bendecir varios alimentos el Sábado Santo. Alimentos tales como: carnes, huevos, raíz de rábano picante, etc., se ponen en cestecitas de mimbre y se llevan a las iglesias donde los sacerdotes los bendicen durante un servicio especial. Los alimentos bendecidos se consumen a la mañana siguiente, durante el solemne desayuno pascual.

## Święconka

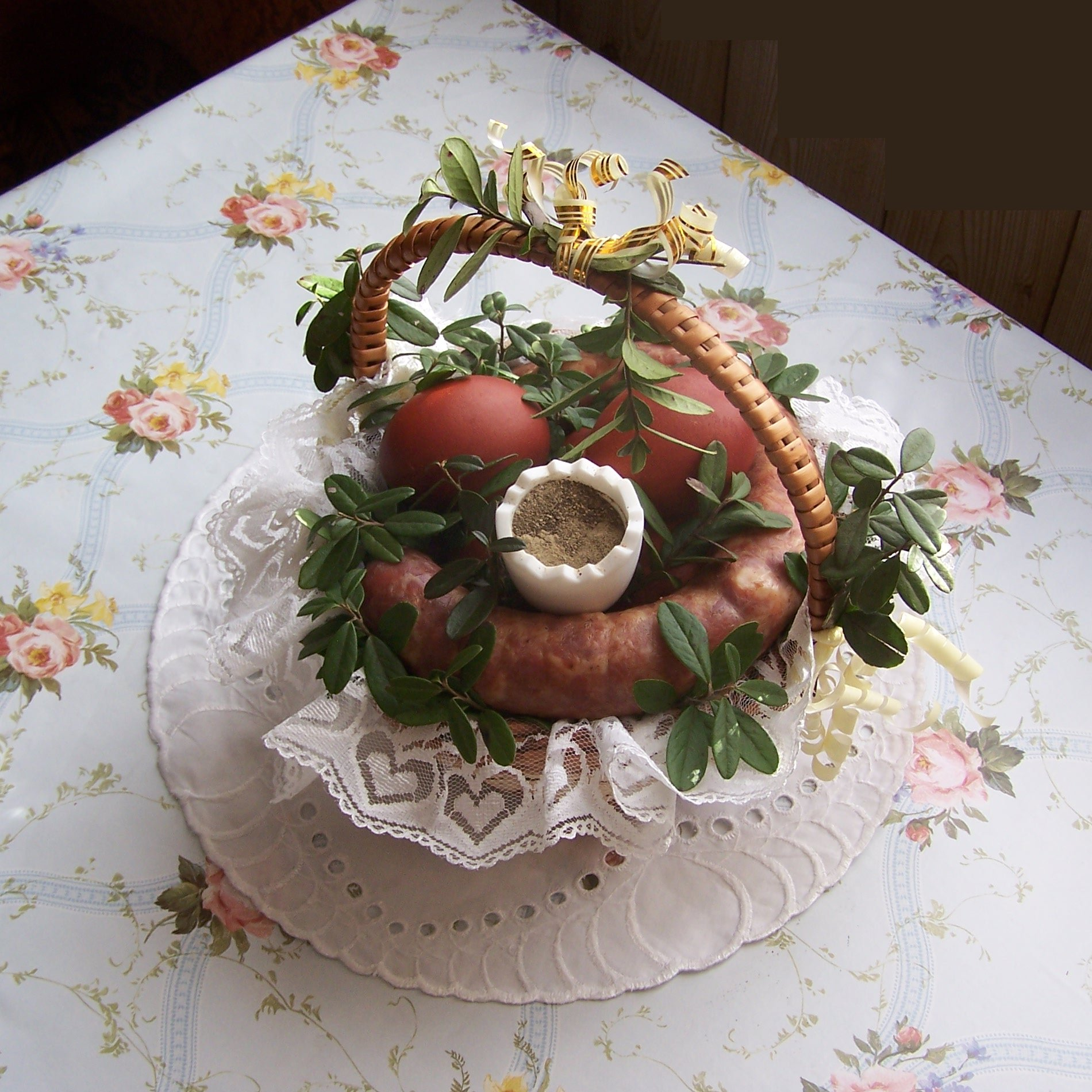
La cesta de pascua actual, święconka en Polonia

Tradicionalmente święconka incluye los siguientes alimentos:
- Huevos cocidos y pintados (símbolo de nueva vida)
- Cordero (símbolo de la Resurrección de Jesucristo), antiguamente de mantequilla o masa de bizcocho formados en moldes especiales estaba formado de mantequilla, ahora por lo general de azúcar o chocolate, adornado con un banderín con la inscripción Alleluja
- Sal de mesa (debe proteger del deterioro)
- Pan
- Embutidos
- Raíz de rábano picante
- Miel
- Pimienta
- Pasteles tradicionales (p.ej. pascha o paska)

Las cestas mimbre se decoran con hojas de boj común o de arándano.

## En el mundo
Aparte de Polonia, la tradición se cultiva en otros países: las regiones fronterizas de Eslovenia como Estiria, Carintia, Tirol del Sur, Baviera. Święcone significa también el desayuno de Pascua. Probablemente, la tradición tiene su origen en los tiempos paganos y se cultiva desde la Edad Media. Las primeras menciones de la bendición de pan y huevos datan del siglo XII.
Hoy en día, en varios pueblos los alimentos ya no se bendicen dentro de la iglesia, sino fuera, donde las cestas, durante la ceremonia, se colocan en una mesa. La bendición de alimentos permanece en la forma tradicional en el sur de Austria, en los territorios de Eslovenia habitados por los Gottscheer, y en el sur de Alemania.
Los alimentos pueden ser bendecidos por sacerdotes, diáconos, acólitos y en algunas ocasiones por lectores.

## En la tradición polaca
En Polonia se conoce está tradición desde hace siglos. En las regiones occidentales de la Polonia actual, adheridos al territorio de Polonia después de la Segunda Guerra Mundial, la tradición casi no existía. Antes de 1945 en Kaszuby (Casubia) solo los granjeros adinerados y los nobles traían a un cura a su casa para que bendijera los alimentos el Sábado Santo.
En Śląsk (Silesia) la bendición tenía lugar en caseríos de nobleza. En esta región la tradición de Święconka se difundió entre los años 70 y 80 del siglo XX, con la llegada de inmigrantes de Polonia central.

En Polonia, los cristianos comparten el huevo bendito al comienzo del desayuno de Pascua, de manera similar a la que comparten el opłatek durante la cena de Nochebuena. Antiguamente había una costumbre de dar tres vueltas alrededor de la casa, en el sentido de las agujas del reloj, para expulsar los demonios. En las casas de clase media y alta se comía cerdo rostizado que tenía un huevo de Pascua en su hocico. Además, se preparaban embutidos, salchichas y pasteles. Hasta hoy en día el pastel principal es baba wielkanocna (parecido al panettone italiano). Se preparan también los mazurek. Aparte de Polonia, la tradición se cultiva entre eslovacos, los polacos que habitan la Silesia de Cieszyn, los bielorrusos y los emigrantes polacos. 

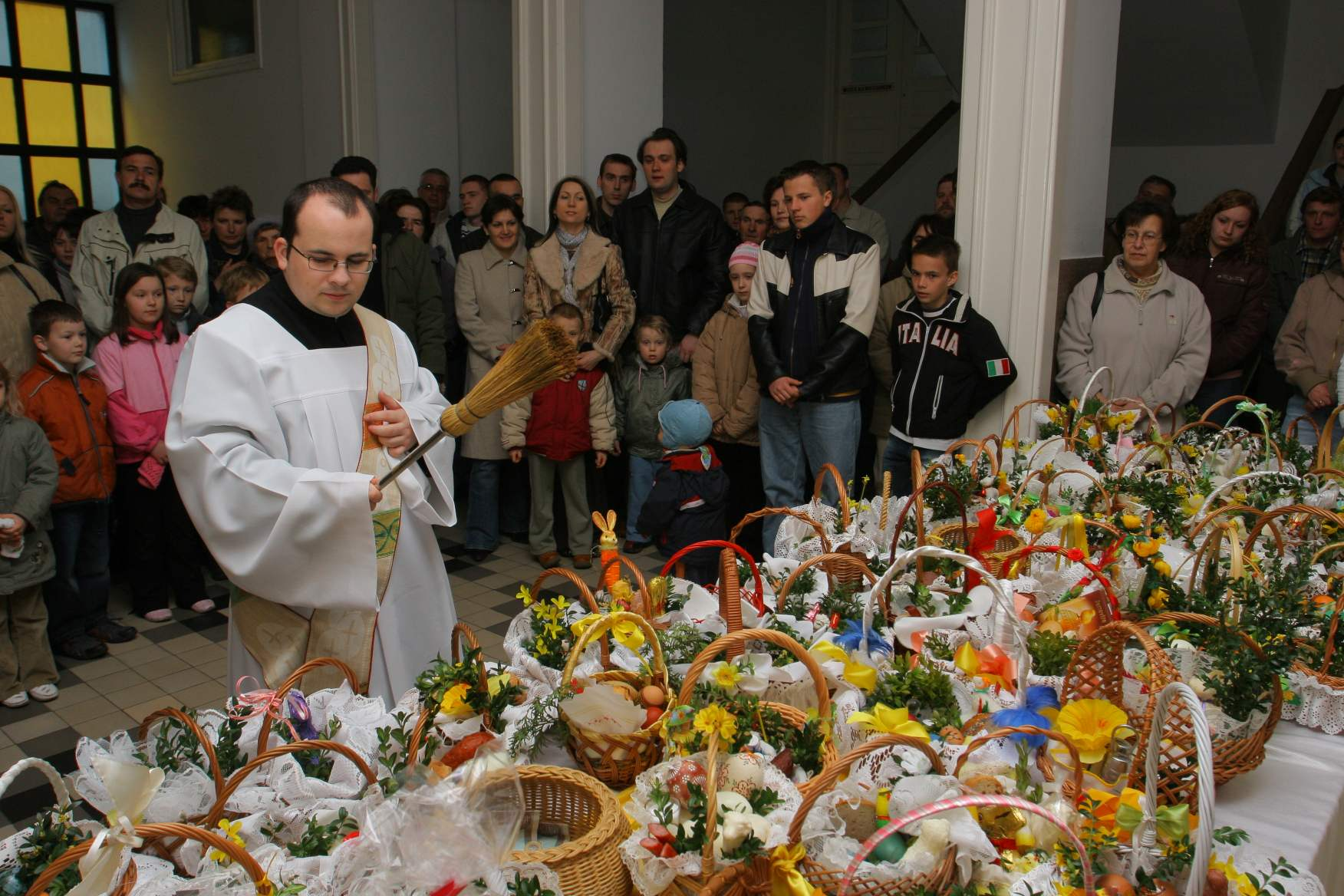
Diacono bendiciendo los alimentos en una iglesia